# Temporada de tennis 2011
Selecció dels principals esdeveniments tennístics de l'any 2011 en categoria masculina, femenina i per equips.

## Federació Internacional de Tennis

### Grand Slams
Open d'Austràlia
| Categoria          | Campions                           | Finalistes                          | Resultat         |
| ------------------ | ---------------------------------- | ----------------------------------- | ---------------- |
| Individual masculí | Novak Đoković                      | Andy Murray                         | 6−4, 6−2, 6−3    |
| Individual femení  | Kim Clijsters                      | Li Na                               | 3−6, 6−3, 6−3    |
| Doble masculí      | Bob Bryan · Mike Bryan             | Mahesh Bhupathi · Leander Paes      | 6−3, 6−4         |
| Doble femení       | Gisela Dulko · Flavia Pennetta     | Viktória Azàrenka · Maria Kirilenko | 2−6, 7−5, 6−1    |
| Doble mixt         | Katarina Srebotnik · Daniel Nestor | Yung-Jan Chan · Paul Hanley         | 6−3, 3−6, [10−7] |

Roland Garros
| Categoria          | Campions                           | Finalistes                             | Resultat              |
| ------------------ | ---------------------------------- | -------------------------------------- | --------------------- |
| Individual masculí | Rafael Nadal                       | Roger Federer                          | 7−5, 7−6(3), 5−7, 6−1 |
| Individual femení  | Li Na                              | Francesca Schiavone                    | 6−4, 7−6(0)           |
| Doble masculí      | Maks Mirni · Daniel Nestor         | Juan Sebastián Cabal · Eduardo Schwank | 7−6(3), 3−6, 6−4      |
| Doble femení       | Andrea Hlaváčková · Lucie Hradecká | Sania Mirza · Ielena Vesninà           | 6−4, 6−3              |
| Doble mixt         | Casey Dellacqua · Scott Lipsky     | Katarina Srebotnik · Nenad Zimonjic    | 7−6(6), 4−6, [10−7]   |

Wimbledon
| Categoria          | Campions                           | Finalistes                       | Resultat           |
| ------------------ | ---------------------------------- | -------------------------------- | ------------------ |
| Individual masculí | Novak Đoković                      | Rafael Nadal                     | 6−4, 6−1, 1−6, 6−3 |
| Individual femení  | Petra Kvitová                      | Maria Xaràpova                   | 6−3, 6−4           |
| Doble masculí      | Bob Bryan · Mike Bryan             | Robert Lindstedt · Horia Tecau   | 6−3, 6−4, 7−6(2)   |
| Doble femení       | Květa Peschke · Katarina Srebotnik | Sabine Lisicki · Samantha Stosur | 6−3, 6−1           |
| Doble mixt         | Iveta Benešová · Jürgen Melzer     | Ielena Vesninà · Mahesh Bhupathi | 6−3, 6−2           |

US Open
| Categoria          | Campions                           | Finalistes                             | Resultat              |
| ------------------ | ---------------------------------- | -------------------------------------- | --------------------- |
| Individual masculí | Novak Đoković                      | Rafael Nadal                           | 6−2, 6−4, 6−7(3), 6−1 |
| Individual femení  | Samantha Stosur                    | Serena Williams                        | 6−2, 6−3              |
| Doble masculí      | Jürgen Melzer · Philipp Petzschner | Mariusz Fyrstenberg · Marcin Matkowski | 6−2, 6−2              |
| Doble femení       | Liezel Huber · Lisa Raymond        | Vania King · Iaroslava Xvédova         | 4−6, 7−6(5), 7−6(3)   |
| Doble mixt         | Melanie Oudin · Jack Sock          | Gisela Dulko · Eduardo Schwank         | 7−6(4), 4−6, [10−8]   |

### Copa Davis

#### Quadre
|  | Vuitens de final 4-6 de març           | Vuitens de final 4-6 de març           | Vuitens de final 4-6 de març |                                  |            | Quarts de final 8-10 de juliol | Quarts de final 8-10 de juliol  | Quarts de final 8-10 de juliol |   |   | Semifinals 16-18 de setembre | Semifinals 16-18 de setembre    | Semifinals 16-18 de setembre |  |   | Final 2-4 de desembre | Final 2-4 de desembre | Final 2-4 de desembre |
|  |                                        |                                        |                              |                                  |            |                                |                                 |                                |   |   |                              |                                 |                              |  |   |                       |                       |                       |
|  | Novi Sad, Sèrbia (dura)                |                                        |                              |                                  |            |                                |                                 |                                |   |   |                              |                                 |                              |  |   |                       |                       |                       |
|  | 1                                      | Sèrbia                                 | 4                            |                                  |            |                                |                                 |                                |   |   |                              |                                 |                              |  |   |                       |                       |                       |
|  | 1                                      | Sèrbia                                 | 4                            | Halmstad, Suècia (dura interior) |            |                                |                                 |                                |   |   |                              |                                 |                              |  |   |                       |                       |                       |
|  |                                        | Índia                                  | 1                            |                                  |            |                                |                                 |                                |   |   |                              |                                 |                              |  |   |                       |                       |                       |
|  |                                        | Índia                                  | 1                            | 1                                | Sèrbia     | 4                              |                                 |                                |   |   |                              |                                 |                              |  |   |                       |                       |                       |
|  | Borås, Suècia (dura)                   |                                        |                              | 1                                | Sèrbia     | 4                              |                                 |                                |   |   |                              |                                 |                              |  |   |                       |                       |                       |
|  |                                        |                                        | Suècia                       | 1                                |            |                                |                                 |                                |   |   |                              |                                 |                              |  |   |                       |                       |                       |
|  | 7                                      | Rússia                                 | Suècia                       | 1                                | 2          |                                |                                 |                                |   |   |                              |                                 |                              |  |   |                       |                       |                       |
|  | 7                                      | Rússia                                 |                              |                                  | 2          |                                | Belgrad, Sèrbia (dura interior) |                                |   |   |                              |                                 |                              |  |   |                       |                       |                       |
|  |                                        | Suècia                                 | 3                            |                                  |            |                                |                                 |                                |   |   |                              |                                 |                              |  |   |                       |                       |                       |
|  |                                        |                                        |                              |                                  |            |                                | 1                               | Sèrbia                         | 2 |   |                              |                                 |                              |  |   |                       |                       |                       |
|  | Ostrava, Txèquia (dura)                |                                        |                              |                                  |            |                                | 1                               | Sèrbia                         | 2 |   |                              |                                 |                              |  |   |                       |                       |                       |
|  |                                        | 5                                      | Argentina                    | 3                                |            |                                |                                 |                                |   |   |                              |                                 |                              |  |   |                       |                       |                       |
|  | 4                                      | 5                                      | Argentina                    | 3                                | Txèquia    | 2                              |                                 |                                |   |   |                              |                                 |                              |  |   |                       |                       |                       |
|  | 4                                      | Buenos Aires, Argentina (terra batuda) |                              |                                  | Txèquia    | 2                              |                                 |                                |   |   |                              |                                 |                              |  |   |                       |                       |                       |
|  |                                        | Kazakhstan                             | 3                            |                                  |            |                                |                                 |                                |   |   |                              |                                 |                              |  |   |                       |                       |                       |
|  |                                        | Kazakhstan                             | 3                            |                                  | Kazakhstan | 0                              |                                 |                                |   |   |                              |                                 |                              |  |   |                       |                       |                       |
|  | Buenos Aires, Argentina (terra batuda) |                                        |                              |                                  | Kazakhstan | 0                              |                                 |                                |   |   |                              |                                 |                              |  |   |                       |                       |                       |
|  |                                        | 5                                      | Argentina                    | 5                                |            |                                |                                 |                                |   |   |                              |                                 |                              |  |   |                       |                       |                       |
|  | 5                                      | 5                                      | Argentina                    | 5                                | Argentina  | 4                              |                                 |                                |   |   |                              |                                 |                              |  |   |                       |                       |                       |
|  | 5                                      |                                        |                              |                                  | Argentina  | 4                              |                                 |                                |   |   |                              | Sevilla, Espanya (terra batuda) |                              |  |   |                       |                       |                       |
|  |                                        | Romania                                | 1                            |                                  |            |                                |                                 |                                |   |   |                              |                                 |                              |  |   |                       |                       |                       |
|  |                                        |                                        |                              |                                  |            |                                |                                 |                                |   |   |                              |                                 |                              |  |   |                       |                       |                       |
|  |                                        |                                        |                              |                                  |            |                                |                                 |                                |   |   |                              |                                 |                              |  | 5 | Argentina             | 1                     |                       |
|  | Santiago, Xile (terra batuda)          |                                        |                              |                                  |            |                                |                                 |                                |   |   |                              |                                 |                              |  | 5 | Argentina             | 1                     |                       |
|  |                                        | 3                                      | Espanya                      | 3                                |            |                                |                                 |                                |   |   |                              |                                 |                              |  |   |                       |                       |                       |
|  |                                        | 3                                      | Espanya                      | 3                                | Xile       | 1                              |                                 |                                |   |   |                              |                                 |                              |  |   |                       |                       |                       |
|  |                                        | Austin, Estats Units (dura interior)   |                              |                                  | Xile       | 1                              |                                 |                                |   |   |                              |                                 |                              |  |   |                       |                       |                       |
|  | 6                                      | Estats Units                           | 4                            |                                  |            |                                |                                 |                                |   |   |                              |                                 |                              |  |   |                       |                       |                       |
|  | 6                                      | Estats Units                           | 4                            |                                  | 6          | Estats Units                   | 1                               |                                |   |   |                              |                                 |                              |  |   |                       |                       |                       |
|  | Charleroi, Bèlgica (dura)              |                                        |                              |                                  | 6          | Estats Units                   | 1                               |                                |   |   |                              |                                 |                              |  |   |                       |                       |                       |
|  |                                        | 3                                      | Espanya                      | 3                                |            |                                |                                 |                                |   |   |                              |                                 |                              |  |   |                       |                       |                       |
|  |                                        | 3                                      | Espanya                      | 3                                | Bèlgica    | 1                              |                                 |                                |   |   |                              |                                 |                              |  |   |                       |                       |                       |
|  |                                        |                                        |                              |                                  | Bèlgica    | 1                              | Còrdova, Espanya (terra batuda) |                                |   |   |                              |                                 |                              |  |   |                       |                       |                       |
|  | 3                                      | Espanya                                | 4                            |                                  |            |                                |                                 |                                |   |   |                              |                                 |                              |  |   |                       |                       |                       |
|  | 3                                      | Espanya                                | 4                            |                                  |            |                                |                                 |                                |   | 3 | Espanya                      | 4                               |                              |  |   |                       |                       |                       |
|  | Zagreb, Croàcia (dura)                 |                                        |                              |                                  |            |                                |                                 |                                |   | 3 | Espanya                      | 4                               |                              |  |   |                       |                       |                       |
|  |                                        | 2                                      | França                       | 1                                |            |                                |                                 |                                |   |   |                              |                                 |                              |  |   |                       |                       |                       |
|  |                                        | 2                                      | França                       | 1                                | Alemanya   | 3                              |                                 |                                |   |   |                              |                                 |                              |  |   |                       |                       |                       |
|  |                                        | Stuttgart, Alemanya (terra batuda)     |                              |                                  | Alemanya   | 3                              |                                 |                                |   |   |                              |                                 |                              |  |   |                       |                       |                       |
|  | 8                                      | Croàcia                                | 2                            |                                  |            |                                |                                 |                                |   |   |                              |                                 |                              |  |   |                       |                       |                       |
|  | 8                                      | Croàcia                                | 2                            |                                  |            | Alemanya                       | 1                               |                                |   |   |                              |                                 |                              |  |   |                       |                       |                       |
|  | Viena, Àustria (terra batuda)          |                                        |                              |                                  |            | Alemanya                       | 1                               |                                |   |   |                              |                                 |                              |  |   |                       |                       |                       |
|  |                                        | 2                                      | França                       | 4                                |            |                                |                                 |                                |   |   |                              |                                 |                              |  |   |                       |                       |                       |
|  |                                        | 2                                      | França                       | 4                                | Àustria    | 2                              |                                 |                                |   |   |                              |                                 |                              |  |   |                       |                       |                       |
|  |                                        |                                        |                              |                                  | Àustria    | 2                              |                                 |                                |   |   |                              |                                 |                              |  |   |                       |                       |                       |
|  | 2                                      | França                                 | 3                            |                                  |            |                                |                                 |                                |   |   |                              |                                 |                              |  |   |                       |                       |                       |

#### Final
| · Espanya · 2 | Estadio Olímpico de La Cartuja, Sevilla, Espanya 2 - 4 de desembre de 2011 Terra batuda interior | Estadio Olímpico de La Cartuja, Sevilla, Espanya 2 - 4 de desembre de 2011 Terra batuda interior | · Argentina · 1 |      |     |      |     |             |
| \| \| \| \| 1 \| 2 \| 3 \| 4 \| 5 \| \| \| - \| ------------------- \| ---------------------------------------------------------------------- \| --- \| ---- \| --- \| ---- \| --- \| ----------- \| \| 1 \| Espanya · Argentina \| Rafael Nadal Juan Mónaco \| 6 1 \| 6 1 \| 6 2 \| \| \| \| \| 2 \| Espanya · Argentina \| David Ferrer Juan Martín del Potro \| 6 2 \| 6² 7 \| 3 6 \| 6 4 \| 6 3 \| \| \| 3 \| Espanya · Argentina \| Feliciano López / Fernando Verdasco David Nalbandian / Eduardo Schwank \| 4 6 \| 2 6 \| 3 6 \| \| \| \| \| 4 \| Espanya · Argentina \| Rafael Nadal Juan Martín del Potro \| 1 6 \| 6 4 \| 6 1 \| 7 60 \| \| \| \| 5 \| Espanya · Argentina \| David Ferrer Juan Mónaco \| \| \| \| \| \| No disputat \| |                                                                                                  |                                                                                                  |                 |      |     |      |     |             |
| |                                                                                                  |                                                                                                  | 1               | 2    | 3   | 4    | 5   |             |
| 1 | Espanya · Argentina                                                                              | Rafael Nadal Juan Mónaco                                                                         | 6 1             | 6 1  | 6 2 |      |     |             |
| 2 | Espanya · Argentina                                                                              | David Ferrer Juan Martín del Potro                                                               | 6 2             | 6² 7 | 3 6 | 6 4  | 6 3 |             |
| 3 | Espanya · Argentina                                                                              | Feliciano López / Fernando Verdasco David Nalbandian / Eduardo Schwank                           | 4 6             | 2 6  | 3 6 |      |     |             |
| 4 | Espanya · Argentina                                                                              | Rafael Nadal Juan Martín del Potro                                                               | 1 6             | 6 4  | 6 1 | 7 60 |     |             |
| 5 | Espanya · Argentina                                                                              | David Ferrer Juan Mónaco                                                                         |                 |      |     |      |     | No disputat |

| Copa Davis 2011        |
| ---------------------- |
| Espanya · Cinquè títol |

### Copa Federació

#### Quadre
|  | Primera ronda 5−6 de febrer            | Primera ronda 5−6 de febrer        | Primera ronda 5−6 de febrer |                                |            | Semifinals 16−17 d'abril | Semifinals 16−17 d'abril       | Semifinals 16−17 d'abril |   |  | Final 5−6 de novembre | Final 5−6 de novembre | Final 5−6 de novembre |
|  |                                        |                                    |                             |                                |            |                          |                                |                          |   |  |                       |                       |                       |
|  | Hobart, Austràlia (dura)               |                                    |                             |                                |            |                          |                                |                          |   |  |                       |                       |                       |
|  | 1                                      | Itàlia                             | 4                           |                                |            |                          |                                |                          |   |  |                       |                       |                       |
|  | 1                                      | Itàlia                             | 4                           | Moscou, Rússia (dura interior) |            |                          |                                |                          |   |  |                       |                       |                       |
|  |                                        | Austràlia                          | 1                           |                                |            |                          |                                |                          |   |  |                       |                       |                       |
|  |                                        | Austràlia                          | 1                           | 1                              | Itàlia     | 0                        |                                |                          |   |  |                       |                       |                       |
|  | Moscou, Rússia (dura interior)         |                                    |                             | 1                              | Itàlia     | 0                        |                                |                          |   |  |                       |                       |                       |
|  |                                        | 3                                  | Rússia                      | 5                              |            |                          |                                |                          |   |  |                       |                       |                       |
|  | 3                                      | 3                                  | Rússia                      | 5                              | Rússia     | 3                        |                                |                          |   |  |                       |                       |                       |
|  | 3                                      |                                    |                             |                                | Rússia     | 3                        | Moscou, Rússia (dura interior) |                          |   |  |                       |                       |                       |
|  |                                        | França                             | 2                           |                                |            |                          |                                |                          |   |  |                       |                       |                       |
|  |                                        |                                    |                             |                                |            |                          | 3                              | Rússia                   | 2 |  |                       |                       |                       |
|  | Bratislava, Eslovàquia (dura interior) |                                    |                             |                                |            |                          | 3                              | Rússia                   | 2 |  |                       |                       |                       |
|  |                                        | 4                                  | Txèquia                     | 3                              |            |                          |                                |                          |   |  |                       |                       |                       |
|  |                                        | 4                                  | Txèquia                     | 3                              | Eslovàquia | 2                        |                                |                          |   |  |                       |                       |                       |
|  |                                        | Charleroi, Bèlgica (dura interior) |                             |                                | Eslovàquia | 2                        |                                |                          |   |  |                       |                       |                       |
|  | 4                                      | Txèquia                            | 3                           |                                |            |                          |                                |                          |   |  |                       |                       |                       |
|  | 4                                      | Txèquia                            | 3                           |                                | 4          | Txèquia                  | 3                              |                          |   |  |                       |                       |                       |
|  | Anvers, Bèlgica (dura interior)        |                                    |                             |                                | 4          | Txèquia                  | 3                              |                          |   |  |                       |                       |                       |
|  |                                        |                                    | Bèlgica                     | 2                              |            |                          |                                |                          |   |  |                       |                       |                       |
|  |                                        | Bèlgica                            | Bèlgica                     | 2                              | 4          |                          |                                |                          |   |  |                       |                       |                       |
|  |                                        | Bèlgica                            |                             |                                | 4          |                          |                                |                          |   |  |                       |                       |                       |
|  | 2                                      | Estats Units                       | 1                           |                                |            |                          |                                |                          |   |  |                       |                       |                       |

#### Final
| · Rússia · 2 | Olimpiski, Moscou, Rússia 5 - 6 de novembre de 2011 Dura interior | Olimpiski, Moscou, Rússia 5 - 6 de novembre de 2011 Dura interior | · República Txeca · 3 |     |     |  |
| \| \| \| \| 1 \| 2 \| 3 \| \| \| - \| ------------------------ \| --------------------------------------------------------------- \| --- \| --- \| --- \| \| \| 1 \| Rússia · República Txeca \| Maria Kirilenko Petra Kvitová \| 2 6 \| 2 6 \| \| \| \| 2 \| Rússia · República Txeca \| Svetlana Kuznetsova Lucie Šafářová \| 6 2 \| 6 3 \| \| \| \| 3 \| Rússia · República Txeca \| Svetlana Kuznetsova Petra Kvitová \| 6 4 \| 2 6 \| 3 6 \| \| \| 4 \| Rússia · República Txeca \| Anastassia Pavliutxénkova Lucie Šafářová \| 6 2 \| 6 4 \| \| \| \| 5 \| Rússia · República Txeca \| Maria Kirilenko / Ielena Vesninà Lucie Hradecká / Květa Peschke \| 4 6 \| 2 6 \| \| \| |                                                                   |                                                                   |                       |     |     |  |
| |                                                                   |                                                                   | 1                     | 2   | 3   |  |
| 1 | Rússia · República Txeca                                          | Maria Kirilenko Petra Kvitová                                     | 2 6                   | 2 6 |     |  |
| 2 | Rússia · República Txeca                                          | Svetlana Kuznetsova Lucie Šafářová                                | 6 2                   | 6 3 |     |  |
| 3 | Rússia · República Txeca                                          | Svetlana Kuznetsova Petra Kvitová                                 | 6 4                   | 2 6 | 3 6 |  |
| 4 | Rússia · República Txeca                                          | Anastassia Pavliutxénkova Lucie Šafářová                          | 6 2                   | 6 4 |     |  |
| 5 | Rússia · República Txeca                                          | Maria Kirilenko / Ielena Vesninà Lucie Hradecká / Květa Peschke   | 4 6                   | 2 6 |     |  |

| Copa Federació 2011            |
| ------------------------------ |
| República Txeca · Primer títol |

### Copa Hopman
Grup A
| Pos. | País       | V | D | Partits | Sets   |
| ---- | ---------- | - | - | ------- | ------ |
| 1    | Sèrbia     | 2 | 1 | 7 − 2   | 15 − 6 |
| 2    | Bèlgica    | 2 | 1 | 6 − 3   | 13 − 8 |
| 3    | Austràlia  | 2 | 1 | 5 − 4   | 10 − 9 |
| 4    | Kazakhstan | 0 | 3 | 0 − 9   | 2 − 17 |

Grup B
| Pos. | País         | V | D | Partits | Sets   |
| ---- | ------------ | - | - | ------- | ------ |
| 1    | Estats Units | 3 | 0 | 7 − 2   | 15 − 7 |
| 2    | França       | 2 | 1 | 5 − 4   | 12 − 9 |
| 3    | Itàlia       | 1 | 2 | 3 − 6   | 7 − 14 |
| 4    | Regne Unit   | 0 | 3 | 3 − 5   | 8 − 12 |

#### Final
| Bèlgica 1 | Burswood Entertainment Complex, Perth 8 de gener de 2010 Dura interior | Burswood Entertainment Complex, Perth 8 de gener de 2010 Dura interior | Estats Units 2 |     |   |  |
| \| \| \| \| 1 \| 2 \| 3 \| \| \| - \| ---------------------- \| ------------------------------------------------------------------ \| ---- \| --- \| - \| \| \| 1 \| Bèlgica · Estats Units \| Justine Henin Bethanie Mattek-Sands \| 7 6⁶ \| 6 3 \| \| \| \| 2 \| Bèlgica · Estats Units \| Ruben Bemelmans John Isner \| 3 6 \| 4 6 \| \| \| \| 3 \| Bèlgica · Estats Units \| Justine Henin / Ruben Bemelmans Bethanie Mattek-Sands / John Isner \| 1 6 \| 3 6 \| \| \| |                                                                        |                                                                        |                |     |   |  |
| |                                                                        |                                                                        | 1              | 2   | 3 |  |
| 1 | Bèlgica · Estats Units                                                 | Justine Henin Bethanie Mattek-Sands                                    | 7 6⁶           | 6 3 |   |  |
| 2 | Bèlgica · Estats Units                                                 | Ruben Bemelmans John Isner                                             | 3 6            | 4 6 |   |  |
| 3 | Bèlgica · Estats Units                                                 | Justine Henin / Ruben Bemelmans Bethanie Mattek-Sands / John Isner     | 1 6            | 3 6 |   |  |

| Copa Hopman 2011        |
| ----------------------- |
| Estats Units Sisè títol |

## ATP World Tour

### ATP World Tour Finals
- Classificats individuals:  Novak Đoković,  Rafael Nadal,  Andy Murray,  Roger Federer,  David Ferrer,  Tomáš Berdych,  Jo-Wilfried Tsonga,  Mardy Fish
- Classificats dobles:  Bob Bryan /  Mike Bryan,  Michäel Llodra /  Nenad Zimonjić,  Maks Mirni /  Daniel Nestor,  Jürgen Melzer /  Philipp Petzschner,  Mahesh Bhupathi /  Leander Paes,  Robert Lindstedt /  Horia Tecau,  Rohan Bopanna /  Aisam-Ul-Haq Qureshi,  Mariusz Fyrstenberg /  Marcin Matkowski

| Categoria  | Campió/ons                 | Finalista/es                           | Resultat         |
| ---------- | -------------------------- | -------------------------------------- | ---------------- |
| Individual | Roger Federer              | Jo-Wilfried Tsonga                     | 6−3, 6−7(6), 6−3 |
| Dobles     | Maks Mirni · Daniel Nestor | Mariusz Fyrstenberg · Marcin Matkowski | 7−5, 6−3         |

### ATP World Tour Masters 1000
| Torneig      | Individual    | Individual         | Individual         | Dobles                                | Dobles                             | Dobles              |
| Torneig      | Campió        | Finalista          | Resultat           | Campions                              | Finalistes                         | Resultat            |
| ------------ | ------------- | ------------------ | ------------------ | ------------------------------------- | ---------------------------------- | ------------------- |
| Indian Wells | Novak Đoković | Rafael Nadal       | 4−6, 6−3, 6−2      | Aleksandr Dolhopòlov · Xavier Malisse | Roger Federer · Stanislas Wawrinka | 6−3, 6−7(5), [10−7] |
| Miami        | Novak Đoković | Rafael Nadal       | 4−6, 6−3, 7−6(4)   | Mahesh Bhupathi · Leander Paes        | Maks Mirni · Daniel Nestor         | 6−7(5), 6−2, [10−5] |
| Montecarlo   | Rafael Nadal  | David Ferrer       | 6−4, 7−5           | Bob Bryan · Mike Bryan                | Juan Ignacio Chela · Bruno Soares  | 6−3, 6−2            |
| Madrid       | Novak Đoković | Rafael Nadal       | 7−5, 6−4           | Bob Bryan · Mike Bryan                | Michaël Llodra · Nenad Zimonjić    | 6−3, 6−3            |
| Roma         | Novak Đoković | Rafael Nadal       | 6−4, 6−4           | John Isner · Sam Querrey              | Mardy Fish · Andy Roddick          | Renúncia            |
| Mont-real    | Novak Đoković | Mardy Fish         | 6−2, 3−6, 6−4      | Michaël Llodra · Nenad Zimonjić       | Bob Bryan · Mike Bryan             | 6−4, 7−6(5), [10−5] |
| Cincinnati   | Andy Murray   | Novak Đoković      | 6−4, 3−0, retirada | Mahesh Bhupathi · Leander Paes        | Michaël Llodra · Nenad Zimonjić    | 7−6(4), 7−6(2)      |
| Xangai       | Andy Murray   | David Ferrer       | 7−5, 6−4           | Maks Mirni · Daniel Nestor            | Michaël Llodra · Nenad Zimonjić    | 3−6, 6−1, [12−10]   |
| París        | Roger Federer | Jo-Wilfried Tsonga | 6−1, 7−6(3)        | Rohan Bopanna · Aisam-ul-Haq Qureshi  | Julien Benneteau · Nicolas Mahut   | 6−2, 6−4            |

### Copa del món de tennis
| Pos. | País     | Punts | Partits | Sets    |
| ---- | -------- | ----- | ------- | ------- |
| 1    | Alemanya | 2 − 1 | 6 − 3   | 13 − 9  |
| 2    | Sèrbia   | 2 − 1 | 4 − 5   | 10 − 11 |
| 3    | Espanya  | 1 − 2 | 4 − 5   | 10 − 11 |
| 4    | Rússia   | 1 − 2 | 4 − 5   | 10 − 12 |

| Pos. | País         | Punts | Partits | Sets    |
| ---- | ------------ | ----- | ------- | ------- |
| 1    | Argentina    | 3 − 0 | 8 − 1   | 16 − 2  |
| 2    | Estats Units | 2 − 1 | 4 − 5   | 10 − 11 |
| 3    | Suècia       | 1 − 2 | 4 − 5   | 9 − 12  |
| 4    | Kazakhstan   | 0 − 3 | 2 − 7   | 5 − 15  |

#### Final
| Alemanya 2 | Düsseldorf, Alemanya 21 de maig de 2011 Terra batuda | Düsseldorf, Alemanya 21 de maig de 2011 Terra batuda                            | Argentina 1 |      |   |  |
| \| \| \| \| 1 \| 2 \| 3 \| \| \| - \| -------------------- \| ------------------------------------------------------------------------------- \| ---- \| ---- \| - \| \| \| 1 \| Alemanya · Argentina \| Florian Mayer Juan Mónaco \| 7 64 \| 6 0 \| \| \| \| 2 \| Alemanya · Argentina \| Philipp Kohlschreiber Juan Ignacio Chela \| 4 6 \| 64 7 \| \| \| \| 3 \| Alemanya · Argentina \| Philipp Petzschner / Philipp Kohlschreiber Juan Ignacio Chela / Máximo González \| 6 3 \| 7 6⁵ \| \| \| |                                                      |                                                                                 |             |      |   |  |
| |                                                      |                                                                                 | 1           | 2    | 3 |  |
| 1 | Alemanya · Argentina                                 | Florian Mayer Juan Mónaco                                                       | 7 64        | 6 0  |   |  |
| 2 | Alemanya · Argentina                                 | Philipp Kohlschreiber Juan Ignacio Chela                                        | 4 6         | 64 7 |   |  |
| 3 | Alemanya · Argentina                                 | Philipp Petzschner / Philipp Kohlschreiber Juan Ignacio Chela / Máximo González | 6 3         | 7 6⁵ |   |  |

| Copa del món de tennis 2011 |
| --------------------------- |
| Alemanya Cinquè títol       |

## Sony Ericsson WTA Tour

### WTA Tour Championships
- Classificades individuals:  Caroline Wozniacki,  Maria Xaràpova,  Petra Kvitová,  Viktória Azàrenka,  Li Na,  Vera Zvonariova,  Samantha Stosur,  Agnieszka Radwańska
- Classificades dobles:  Kveta Peschke /  Katarina Srebotnik,  Liezel Huber /  Lisa Raymond,  Gisela Dulko /  Flavia Pennetta,  Vania King /  Iaroslava Xvédova

| Categoria  | Campiona/es                 | Finalista/es                       | Resultat      |
| ---------- | --------------------------- | ---------------------------------- | ------------- |
| Individual | Petra Kvitová               | Viktória Azàrenka                  | 7−5, 4−6, 6−3 |
| Dobles     | Liezel Huber · Lisa Raymond | Kveta Peschke · Katarina Srebotnik | 6−4, 6−4      |

### WTA Tournament of Champions
- Classificades:  Marion Bartoli,  Peng Shuai (invitació),  Sabine Lisicki,  Roberta Vinci,  Daniela Hantuchová,  Ana Ivanović (invitació),  Anabel Medina Garrigues,  Nàdia Petrova

| Categoria  | Campiona     | Finalista               | Resultat |
| ---------- | ------------ | ----------------------- | -------- |
| Individual | Ana Ivanović | Anabel Medina Garrigues | 6−3, 6−0 |

### WTA Premier Tournaments
| Torneig      | Individual          | Individual          | Individual       | Dobles                                      | Dobles                                      | Dobles              |
| Torneig      | Campiona            | Finalista           | Resultat         | Campiones                                   | Finalistes                                  | Resultat            |
| ------------ | ------------------- | ------------------- | ---------------- | ------------------------------------------- | ------------------------------------------- | ------------------- |
| Sydney       | Li Na               | Kim Clijsters       | 7−6(3), 6−3      | Iveta Benešová · B. Záhlavová-Strýcová      | Květa Peschke · Katarina Srebotnik          | 4−6, 6−4, [10−7]    |
| París        | Petra Kvitová       | Kim Clijsters       | 6−4, 6−3         | Bethanie Mattek-Sands · Meghann Shaughnessy | Vera Duixévina · Iekaterina Makàrova        | 6−4, 6−2            |
| Dubai        | Caroline Wozniacki  | Svetlana Kuznetsova | 6−1, 6−3         | Liezel Huber · María José Martínez Sánchez  | Květa Peschke · Katarina Srebotnik          | 7−6(5), 6−3         |
| Doha         | Vera Zvonariova     | Caroline Wozniacki  | 6−4, 6−4         | Květa Peschke · Katarina Srebotnik          | Liezel Huber · Nàdia Petrova                | 7−5, 6−7(2), [10−8] |
| Indian Wells | Caroline Wozniacki  | Marion Bartoli      | 6−1, 2−6, 6−3    | Sania Mirza · Ielena Vesninà                | Bethanie Mattek-Sands · Meghann Shaughnessy | 6−0, 7−5            |
| Miami        | Viktória Azàrenka   | Maria Xaràpova      | 6−1, 6−4         | Daniela Hantuchová · Agnieszka Radwańska    | Liezel Huber · Nàdia Petrova                | 7−6(5), 2−6, [10−8] |
| Charleston   | Caroline Wozniacki  | Ielena Vesninà      | 6−2, 6−3         | Sania Mirza · Ielena Vesninà                | Bethanie Mattek-Sands · Meghann Shaughnessy | 6−4, 6−4            |
| Stuttgart    | Julia Görges        | Caroline Wozniacki  | 7−6(3), 6−3      | Sabine Lisicki · Samantha Stosur            | Kristina Barrois · Jasmin Wöhr              | 6−1, 7−6(5)         |
| Madrid       | Petra Kvitová       | Viktória Azàrenka   | 7−6(3), 6−4      | Viktória Azàrenka · Maria Kirilenko         | Květa Peschke · Katarina Srebotnik          | 6−4, 6−3            |
| Roma         | Maria Xaràpova      | Samantha Stosur     | 6−2, 6−4         | Shuai Peng · Jie Zheng                      | Vania King · Iaroslava Xvédova              | 6−2, 6−3            |
| Brussel·les  | Caroline Wozniacki  | Shuai Peng          | 2−6, 6−3, 6−3    | Andrea Hlaváčková · Galina Voskobóieva      | Klaudia Jans · Alicja Rosolska              | 3−6, 6−0, [10−5]    |
| Eastbourne   | Marion Bartoli      | Petra Kvitová       | 6−1, 4−6, 7−5    | Květa Peschke · Katarina Srebotnik          | Liezel Huber · Lisa Raymond                 | 6−3, 6−0            |
| Stanford     | Serena Williams     | Marion Bartoli      | 7−5, 6−1         | Viktória Azàrenka · Maria Kirilenko         | Liezel Huber · Lisa Raymond                 | 6−1, 6−3            |
| San Diego    | Agnieszka Radwańska | Vera Zvonariova     | 6−3, 6−4         | Květa Peschke · Katarina Srebotnik          | Raquel Kops-Jones · Abigail Spears          | 6−0, 6−2            |
| Toronto      | Serena Williams     | Samantha Stosur     | 6−4, 6−2         | Liezel Huber · Lisa Raymond                 | Viktória Azàrenka · Maria Kirilenko         | Renúncia            |
| Cincinnati   | Maria Xaràpova      | Jelena Janković     | 4−6, 7−6(3), 6−3 | Vania King · Iaroslava Xvédova              | Natalie Grandin · Vladimíra Uhlířová        | 6−4, 3−6, [11−9]    |
| New Haven    | Caroline Wozniacki  | Petra Cetkovská     | 6−4, 6−1         | Chuang Chia-jung · Olga Govortsova          | Sara Errani · Roberta Vinci                 | 7−5, 6−2            |
| Tòquio       | Agnieszka Radwańska | Vera Zvonariova     | 6−3, 6−2         | Liezel Huber · Lisa Raymond                 | Gisela Dulko · Flavia Pennetta              | 7−6(4), 0−6, [10−6] |
| Pequín       | Agnieszka Radwańska | Andrea Petkovic     | 7−5, 0−6, 6−4    | Květa Peschke · Katarina Srebotnik          | Gisela Dulko · Flavia Pennetta              | 6−3, 6−4            |
| Moscou       | Dominika Cibulková  | Kaia Kanepi         | 3−6, 7−6(1), 7−5 | Vania King · Iaroslava Xvédova              | Anastassia Rodiónova · Galina Voskobóieva   | 7−6(3), 6−3         |